# Under Western Stars
Under Western Stars è un film del 1938 diretto da Joseph Kane.
È un musical western a sfondo romantico statunitense con Roy Rogers.

## Produzione
Il film, diretto da Joseph Kane su una sceneggiatura e un soggetto di Dorrell McGowan e Stuart E. McGowan (con l'apporto di Betty Burbridge per la sola sceneggiatura), fu prodotto da Sol C. Siegel (associate producer) per la Republic Pictures e girato nelle Alabama Hills in California Il titolo di lavorazione fu  Washington Cowboy. Gene Autry era originariamente previsto come interprete del protagonista ma a causa di dissidi di questi con la Republic, il ruolo fu poi affidato a Rogers.

## Colonna sonora
- Dust - scritta da Johnny Marvin, cantata da Roy Rogers
- Listen to the Rhythm of the Range - scritta da Johnny Marvin e Gene Autry, cantata da Roy Rogers
- Send My Mail to the County Jail - scritta da Jack Lawrence e Peter Tinturin, cantata da Smiley Burnette
- That Pioneer Mother of Mine - scritta da Tim Spencer, cantata da Roy Rogers
- When a Cowboy Sings a Song - scritta da Jack Lawrence e Peter Tinturin, cantata da Roy Rogers
- Rogers for Congressman - scritta da Eddie Cherkose e Charles Rosoff, cantata dai Maple City Four
- Back to the Backwoods - scritta da Jack Lawrence e Peter Tinturin, cantata da Smiley Burnette e Maple City Four

## Distribuzione
Il film fu distribuito negli Stati Uniti dal 20 aprile 1938 al cinema dalla Republic Pictures.
Altre distribuzioni:
- in Portogallo l'11 ottobre 1940
- in Francia il 26 agosto 1946 (Crépuscule)
- in Brasile (Sob as Estrelas do Oeste)

## Promozione
La tagline è: "AA NEW SINGING -ACTION WESTERN STAR FLASHES ACROSS THE SCREEN! (original poster - all caps)".